# Tèrmes (Losera)
Tèrmes (en francès Termes) és un municipi francès situat al departament del Losera i a la regió d'Occitània.